# Place de la République (Perpignan)
Pour les articles homonymes, voir Place de la République.
La place de la République est une place située à Perpignan, chef-lieu des Pyrénées-Orientales.

## Situation et accès
La place se situe dans l'hypercentre de la commune de Perpignan, dans le quartier Saint-Jean.

## Origine du nom
Coronell d'En Vila au Moyen Âge, place de la liberté en 1799, place Napoléon sous le Premier Empire et place royale sous la Restauration. Ce n'est qu'à la fin du XIXe siècle qu'elle prend le nom de place de la République.

## Historique
Durant le Moyen Âge, la place se situait dans les remparts de Perpignan et accueillait un marché.
Elle reçut les tombeaux des généraux Dagobert et Dugommier, héros de la guerre de 1793 contre l'Espagne, où il ne resteront jusqu'en 1826. Sous le Premier Empire la ville héberge un autre marché et retrouva sa fonction première.
Les 100 000 paletots, la plus ancienne enseigne de la ville s'y installe et en 1888 grande halle style Baltard y fit bâtir pour abriter ce marché.
En 1974 le halle est détruit et on y construit un parking de 5 étages, il a été cependant détruit en 2006 pour en construire un autre souterrain. 

Panorama sur la place.